# Можга (село)
Можга́ (рос. Можга) — село в Можгинському районі Удмуртії, Росія. Адміністративний центр Можгинського сільського поселення.
В селі діють школа, дитячий садок, школа мистецтв, сільський будинок культури, фельдшерсько-акушерський пункт.
Урбаноніми:
- вулиці — Вішурська, Зарічна, Західна, Кінягільська, Лучна, Можгинська, Нова, Огородникова, Садова, Удмуртська, Центральна

## Населення
Населення — 824 особи (2010; 846 в 2002).
Національний склад станом на 2002 рік:
- удмурти — 51 %
- росіяни — 44 %

## Історія
За легендою село засноване відомим удмуртським богатирем Марданом і назване було на честь його молодшого сина. Першою письмовою згадкою є Ландратський перепис 1716 року, де село Бусорман-Можга згадується як одне з переліку населених пунктів сотні Андрія Байтемирова Арської дороги Казанського повіту. Прихід був відкритий за наказом Священного Синоду від 3 червня 1751 року. В 1754 році було закінчене будівництво дерев'яної церкви і 30 листопада вона була освячена в ім'я Казанської Божої Матері. 1780 року, при утворенні Єлабузького повіту, у селі була розміщена станова квартира другого податкового стану. В 1844 році замість дерев'яної церкви був збудований кам'яний Казансько-Богородицький храм. За даними 10-ї ревізії 1859 року в селі було 93 двори, де проживало 517 осіб, були також волосні та сільські управління, церква, торжок, 2 водяних млини, цегляне та селітрове виробництва.
З 1921 року, при розподілі Єлабузького повіту та утворенням Можгинського, у селі був розміщений центр нового повіту. З 8 січня 1921 року по 3 квітня 1924 року село мало статус міста. Через пожежу 1924 року місто майже повністю вигоріло, повітова управа терміново переведена в селище Сюгинського заводу, лишилась тільки сільська рада. Після відновлення Можга знову стала селом.